# Tramonti di Sopra
Tramonti di Sopra là một đô thị ở tỉnh Pordenone trong vùng Friuli-Venezia Giulia, có cự ly khoảng 110 km về phía tây bắc của Trieste và khoảng 40 km về phía đông bắc của Pordenone. Tại thời điểm ngày 31 tháng 12 năm 2004, đô thị này có dân số 406 người và diện tích là 123,9 km².
Đô thị Tramonti di Sopra có các frazioni (các đơn vị cấp dưới, chủ yếu là các làng) Maleon and Chievolis.
Tramonti di Sopra giáp các đô thị: Claut, Forni di Sotto, Frisanco, Meduno, Socchieve, Tramonti di Sotto.